# San Isidro (Atlapexco)
San Isidro es una localidad de México perteneciente al municipio de Atlapexco en el estado de Hidalgo.

## Toponimia
Antiguamente la localidad se llamaba Matsojtla. En el paraje donde se ubica esta comunidad, había mucha piña silvestre lo cual la gente le llamaba Matiojtla, este término es una deformación fonética de matsojtla, el sonido de /ts/ no es pronunciado adecuadamente cuando se carece de las piezas dentales incisivas ya que es producido oprimiendo la punta de la lengua con los dientes; porque la piña se llama matsojtli y tla significa abundancia, interpretado como el piñal. 
Aunque también les llamaron milajmej, esto proviene de mila-milpa o cultivo y el vocablo mej, es la pluralidad, o sea, los de la milpa o milperos, pero esto calificaba a los habitantes y no al espacio geográfico, así que los habitantes reconocen más como masojtla y no como milajmej. Tiempo después, estas familias compraron la imagen de San Isidro Labrador como santo de los agricultores y se les fue conociendo como los de San Isidro.

## Historia
Los primeros pobladores de la hora denominados San Isidro, llegaron en 1910. De los cuales se mencionan los siguientes nombres: Nicolás Vélez Bravo, Juan Agustín, Ignacio Bautista, Domingo Hilario y sus respectivas familias que inmigraron en este lugar. Por los años de 1922 a 1923 se construyó la primera capilla con techo de zacate, se levantó el templo que anteriormente era una huerta de piña. Durante 1929, se adquirieron para la capilla dos campanas y la imagen de la virgen de Guadalupe, pero desde antes el símbolo religioso ya existía para darle identidad con el nombre de San Isidro.

## Geografía
A la localidad le corresponden las coordenadas geográficas 21°1′7.258″ de latitud norte y 98°25′55.155″ de longitud oeste, con una altitud de 268 m s. n. m. Se encuentra a una distancia aproximada de 9.06  kilómetros al oeste de la cabecera municipal, Atlapexco.
En cuanto a fisiografía se encuentra dentro de la provincia de la Sierra Madre Oriental dentro de la subprovincia de Carso Huasteco; su terreno es de Sierra y lomerío. En lo que respecta a la hidrografía se encuentra posicionado en la región Panuco, dentro de la cuenca del río Moctezuma, en la subcuenca del río Los Hules. Cuenta con un clima semicálido húmedo con lluvias todo el año.
Sus colindaciones son las siguientes, al norte con la comunidad de Cochotla, al este con la Atlapexco y al oeste limita con las rancherías de Copaltitla y Otecoch.

## Política
La comunidad está organizada bajo las siguientes autoridades: Comisariado ejidal, un juez auxiliar, Comité de Asociación de Padres de Familia y Comité Femenil, cada autoridad con sus respetivos ayudantes, nombrándose en una asamblea de manera democrática. El comisariado ejidal se encarga de los terrenos y limitaciones que les corresponde a la comunidad y a cada uno de los vecinos.
El juez auxiliar (delegado) se encarga del orden dentro de la comunidad y da a conocer las necesidades que a todos les afecta, para darle solución tiene una estrecha relación con el presidente municipal. El comité escolar está pendiente para velar por las necesidades de la escuela y las da a conocer al delegado para que juntos busquen solución. El comité femenil organiza a las señoras para realizar el aseo de las calles, de la escuela, de la iglesia. 
Para hacer la elección de las personas que se harán cargo de las comisiones, se reúne toda la comunidad los ancianos o jueces pasados, unos meses antes que termine el año civil para ser la nueva elección de los nuevos comités que llevaran la autoridad de la comunidad y los elegidos tienen que aceptar pues son disposiciones de los pasados y les dan sus nombramientos ante una asamblea general de vecinos.

## Demografía
En 2020 registró una población de 514 personas, lo que corresponde al 2.59 % de la población municipal. De los cuales 234 son hombres y 280 son mujeres. Tiene 136 viviendas particulares habitadas. La lengua que predomina en esta localidad es el náhuatl huasteco y ésta es la lengua materna del niño.
| Gráfica de evolución demográfica de San Isidro entre 1930 y 2020                             |
|                                                                                              |
| Población de los censos y conteos del Instituto Nacional de Estadística y Geografía (INEGI). |

## Economía

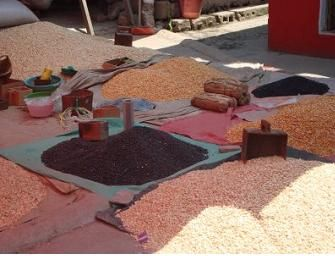
Cultivos de la región.

La localidad tiene un grado de marginación alto y un grado de rezago social medio. La mayoría de los pobladores son campesinos que se dedican a la siembra en sus parcelas de 1 a 4 cuartillos de maíz, fríjol, chile o ajonjolí y caña de azúcar, la mayor parte de su producto es para consumo propio de la familia, en ocasiones el excedente es vendido en la localidad o se lleva al tianguis de Atlapexco o Huejutla. Dentro de las industrias pequeñas por temporada está la elaboración de chichapales y comales de barro. Existe también una carpintería que se dedica a fabricar sillas, mesas y puertas.

## Infraestructura
La comunidad cuenta con servicio telefónico, que los habitantes utilizan principalmente para estar en contacto con sus familiares. Los medios de transporte que tiene la comunidad son la ruta colectiva de San Isidro - Huejutla, y San Isidro - Atlapexco, mediante el uso de las combis. La comunidad cuenta con el Jardín de niños "Leona Vicario", la primaria “Ignacio Allende”, y la Telesecundaria 794. La comunidad solo cuenta con una casa de salud.

## Cultura

### Fiestas

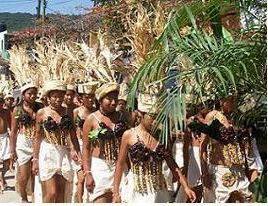
Danzas típicas de San Isidro.

Con respecto a la tradición, los habitantes festejan el carnaval donde se prepararan para recibir la ceniza ritual que se inicia para la espera de la Cuaresma; en esta fiesta se celebra con comida típica que es el zacahuil y el Xojol.
Y el día de los muertos, conocido como “XANTOLO o MIJKAILUITL” el 1 y 2 de noviembre aparecen los arcos adornados con sempoalxochitl, ofrenda de tamales, chocolate, pan, naranja, café y plátano, se hacen los intercambios de ofrendas entre familias, encienden velas y sin faltar el olor a copal, las cuadrillas de los viejos, así se sale por las calles de toda la comunidad, acompañada de sones de la temporada.